# Острів (гідрологічний заказник)
Острів — гідрологічний заказник місцевого значення в Україні. Розташований у межах Бахмацького району Чернігівської області, біля села Бахмач. 
Площа - 170,5 га. Статус присвоєно згідно з рішенням Чернігівської обласної ради від  27.12.2001 року. Перебуває у віданні Бахмацької сільської ради.
Охороняється низинне болото, де зростають очерет звичайний, лепешняк великий, аїр тростиновий, гадючник болотяний, жовтець язиколистий та низка болотних видів. 
З представників фауни поширені ондатра, видра річкова, сарна європейська, свиня дика, лисиця звичайна, заєць сірий. 